# Rafael Ávila Bretón
Rafael Ávila Bretón (Tlaxcala de Xicohténcatl, Tlaxcala, 15 de febrero de 1893-3 de julio de 1975) fue un político mexicano, miembro del Partido Revolucionario Institucional (PRI). Fue gobernador de Tlaxcala de 1946 a 1951.

## Biografía
Realizó sus estudios de preparatoria en el Colegio del Sagrado Corazón de la ciudad de Puebla de Zaragoza y el primer año de Derecho en el Colegio del Estado de Puebla, posteriormente se trasladó a la Escuela Nacional de Jurisprudencia de la Universidad Nacional Autónoma de México (UNAM), de donde egresó como licenciado en Derecho. En la UNAM fue también profesor de Derecho Industrial y de Procedimientos Civiles.
En 1917 se desempeñó como defensor público y de 1918 a 1920 fue juez penal en Pachuca de Soto, Hidalgo; de 1921 a 1922 fue secretario del 12.º Juzgado de Distrito Civil del Distrito Federal y luego agente auxilar del ministerio público. En 1936 fue jefe del Departamento Legal de la Plaza de Toros de La Condesa. De 1936 a 1937 fue magistrado del Tribunal Superior de Justicial de Tlaxcala, de 1937 a 1939 asesor legal del secretario general del Departamento del Distrito Federal, y de 1939 a 1940 del director general de la Lotería Nacional para la Asistencia Pública, Alfonso Priani González Guerra.
En 1940 fue postulado por el entonces Partido de la Revolución Mexicana (PRM) a senador por el estado de Tlaxcala en segunda fórmula. Resultó elegido y ejerció el cargo en las Legislaturas XXXVIII y XXXIX del mencionado año al de 1946. Se separó de dicho cargo en 1944 para ser postulado candidato del PRM a gobernador de Tlaxcala, habiendo triunfado en los comicios, asumió el cargo el 15 de enero de 1945 para concluir en misma fecha de 1951, siendo el primer gobernador tlaxcalteca en cumplir un periodo constitucional de seis años.
Falleció el día 3 de julio de 1975.